# Krzemki
Krzemek jest to związek chemiczny krzemu i metalu używany jako materiał na kontakty w produkcji urządzeń półprzewodnikowych.
Zaletą krzemków jest łączenie użytecznych cech kontaktów metalowych (relatywnie niższej oporności) oraz kontaktów polikrzemowych (uniknięcie zjawiska elektromigracji).
Przykłady krzemków:
TiSi2, CoSi2